# Piotr Wieljaminow
Piotr Siergiejewicz Wieljaminow (ros. Пётр Сергеевич Вельяминов; ur. 7 grudnia 1926 w Moskwie, zm. 14 czerwca 2009 w Petersburgu) – radziecki i rosyjski aktor teatralno-filmowy.

## Życiorys
Piotr Wieljaminow urodził się w Moskwie, w rodzinie o starych, szlacheckich korzeniach i wojskowych tradycjach sięgających XI w. i czasów Jarosława Mądrego. Po linii ojca był spokrewniony m.in. ze słynnymi rosyjskimi XIX-wiecznymi generałami: Iwanem Wieljaminowem – bohaterem wojen napoleońskich i Aleksiejem Wieljiaminowem – uczestnikiem podboju Kaukazu i wojny krymskiej. Jego ojciec Siergiej (1898–1975) również był wojskowym – przed rewolucją ukończył elitarną Pawłowską Szkołę Wojskową w Petersbrgu, od 1916 brał udział w I wojnie światowej, a po 1918 roku służył w Armii Czerwonej jako wyższy oficer. W okresie represji stalinowskich lat 30. XX w. pochodzenie rodziców Piotra stało się przyczyną ich aresztowania i zsyłki. Ojciec został aresztowany w 1930 oraz w 1944 i spędził na zesłaniu w sumie 17 lat (w pełni zrehabilitowany w 1956), matka – Tatjana z d. Diwnowa (1893-1972) dwukrotnie skazana była na 5 lat zesłania. Sam Piotr jako 16-latek został aresztowany przez NKWD w 1943 roku i – niesłusznie oskarżony „o udział w antyradzieckiej organizacji” – skazany na 10 lat łagrów. Z obozu w Kotłasie Piotr został zwolniony w 1952 roku i kolejne 3 lata spędził za Uralem w mieście Abakan nad rzeką o tej samej nazwie jako robotnik leśny. Tam też w lokalnym teatrze rozpoczął swoją aktorską karierę, by w kolejnych latach kontynuować ją na deskach równie prowincjonalnych (z punktu widzenia artystycznych scen ZSRR) teatrów w Tiumeni, Nowoczerkasku, Czeboksarów, Iwanowa, Permu, Swierdłowska, co głównie spowodowane było obejmującym go zakazem osiedlania się w dużych aglomeracjach miejskich. Właśnie w tym ostatnim mieście, Swierdłowsku – stolicy Uralu – na deskach miejscowego teatru „wypatrzyli” go twórcy serialu TV Cienie znikają w południe – Walerij Uskow i Władimir Krasnopolski. Wyemitowany w 1972 roku przez telewizję państwową serial – jedna z pierwszych „oper mydlanych w ZRRR” i protoplasta gatunku w tym kraju – cieszył się sporą oglądalnością, a samemu Wieljaminowowi przyniósł stosunkowo dużą popularność i zmienił bieg jego dalszej kariery. Sukces pozwolił aktorowi przenieść się do Moskwy i rozpocząć pracę w stołecznych teatrach: „"Sowriemiennik” (1972–1974), a następnie w Państwowym Tatrze Aktora Filmowego (od 1994). W tym samym roku po sukcesie filmu Komandir sczastliwoj „Szczuki”, w którym zagrał główną rolę dowódcy okrętu podwodnego, swoją dalszą karierę postanowił związać z kinem. Nie porzucił jednak szklanego ekranu – w pamięci widzów zapisał się m.in. rolą Polikarpa Krużylina w epopei Wieczny zew (1973–1983), za którą otrzymał Nagrodę Państwową. 

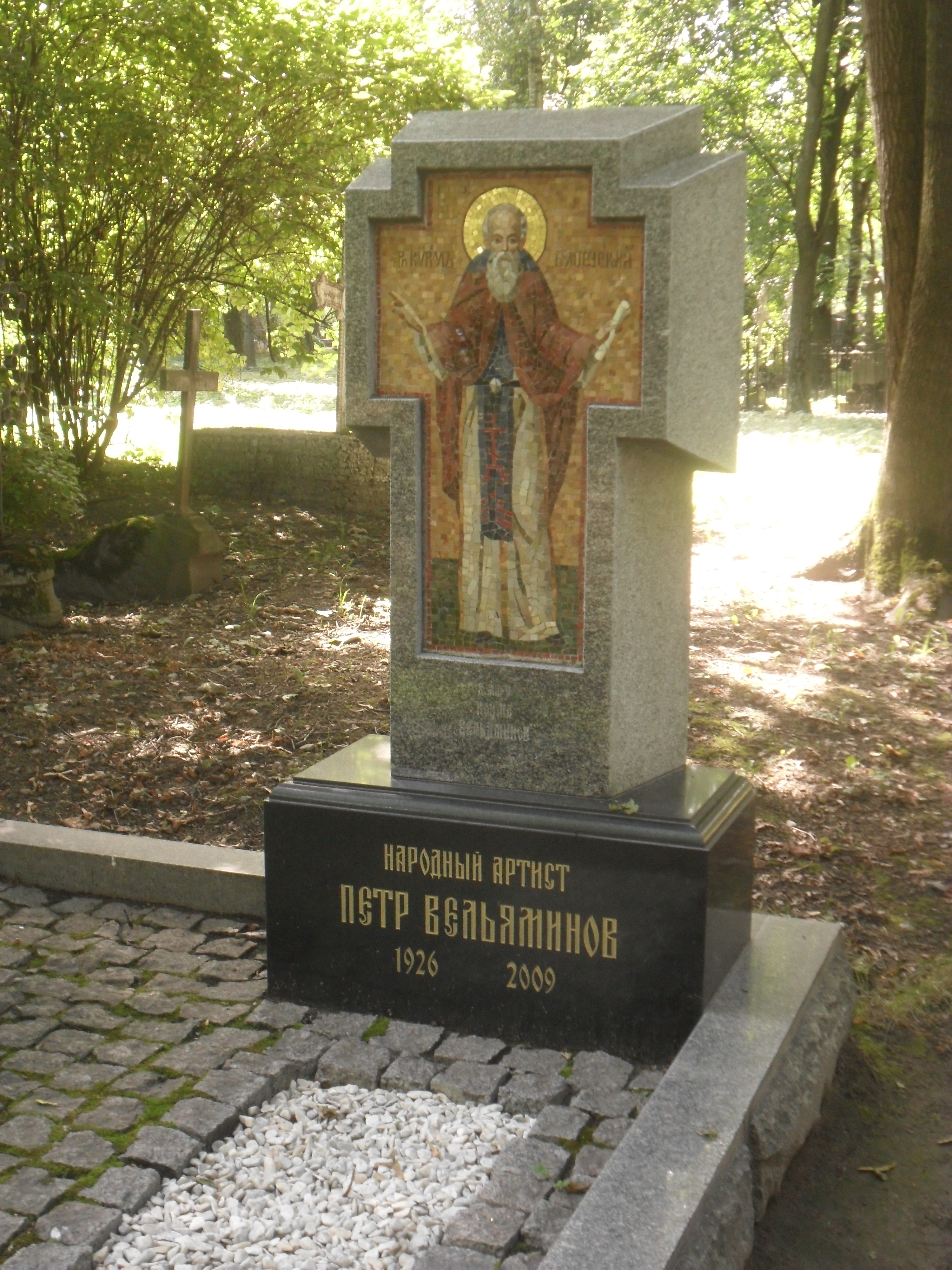
Nagrobek Piotra Wieljaminowa na cmentarzu Wołkowskim w Petersburgu

Pomimo profesjonalnej nobilitacji jego pochodzenie nie zostało jednak zapomniane przez władze – w 1979 odmówiono mu wydania paszportu i zgody na wyjazd do Francji z promocją kinowej wersji Cienie znikają w południe. Został zrehabilitowany dopiero w 1984 roku (32 lata po uwolnieniu).
Ukoronowaniem jego filmowej kariery była rola kapitana radzieckiego statku handlowego w pierwszym radzieckim filmie akcji pt. Piraci XX wieku w reżyserii Borysa Durowa, który okazał się absolutnym hitem kasowym czasów ZSRR. W latach 80. wciąż można go było zobaczyć na ekranie, a z filmów, w których wtedy zagrał dziś najlepiej oceniana jest kreacja księcia Włodzimierza w filmie Jarosław Mądry z 1981 roku. Po rozpadzie ZSRR i upadku radzieckiej kinematografii w latach 90., potrafił odnaleźć się w wysoko ocenianych rolach: Nikołaja Ignatowa w dramacie sensacyjno-politycznym pt. Szare wilki z 1993 lub popa Milentija w serialu TV Jermak z 1996. W ostatnim dziesięcioleciu swojej aktorskiej kariery występował bardzo rzadko, praktycznie zapomniany. W 1995 aktor przeniósł się do Petersburga, gdzie rozpoczął pracę w miejscowym teatrze komediowym im. Akimowa.
W maju 2009 zachorował na grypę, która przekształciła się w zapalenie płuc. Pomimo opieki lekarzy Wojskowej Akademii Medycznej w Petersburgu aktor zmarł w nocy 14 czerwca 2009 roku. Został pochowany trzy dni później na miejscowym cmentarzu Wołkowskim.
Od 1990 był jednym z pierwszych członków Rosyjskiego Zgromadzenia Szlacheckiego, a następnie członkiem jego władz zwierzchnich. Od 1995 był członkiem loży masońskiej „Astrieja nr 3”.
Był aktorem naturszczykiem – pomimo sławy, która przyszła w wieku średnim i ponad 300 ról filmowych i teatralnych, nigdy nie ukończył żadnej szkoły aktorskiej, a będąc nastolatkiem planował nawet zostać architektem. Jak sam wspominał po latach: „Jestem aktorem bez wykształcenia. Mój teatralny uniwersytet to łagier, gdzie uczyłem się sztuki aktorskiej”.

## Życie prywatne
Piotr Wieljaminow był pięciokrotnie żonaty. Ze związków tych pozostawił troje dzieci – dwie córki i syna. Wszyscy oni poszli w ślady ojca i zostali aktorami.